# Gele Lungi
Gele Lungi is een bestuurslaag in het regentschap Aceh Tengah van de provincie Atjeh, Indonesië. Gele Lungi telt 1166 inwoners (volkstelling 2010).